# سنگ‌لیس (سرده)
سنگ‌لیس (سرده)(نام علمی: Garra) نام یک سرده از تیره کپورماهیان است.